# Mearnsia
Genre
Le genre Mearnsia comprend 2 espèces de Martinets, endémiques de l'écozone indomalaise.
Son nom rend hommage à Edgar Alexander Mearns, ornithologue américain.

## Liste d'espèces
D'après la classification de référence (version 15.1, 2025) du Congrès ornithologique international (ordre phylogénique) :
- Mearnsia picina (Tweeddale, 1879) — Martinet des Philippines
- Mearnsia novaeguineae (d'Albertis & Salvadori, 1879) — Martinet papou